# Kobek Kornél
Bátorkeszi Kobek Kornél Miksa György (Bátorkeszi, Esztergom vármegye, 1874. október 17. – Budapest, 1933. október 7.) Esztergom vármegye főispánja, honvédelmi államtitkár, országgyűlési képviselő, bátorkeszi földbirtokos, a Magyar Automobilklub igazgatósági tagja.

## Élete
A nemesi származású bátorkeszi Kobek család sarja. Apja, bátorkeszi Kobek István (1834–1907), bátorkeszi birtokos, országgyűlési képviselő, anyja, Holota Mária (1843–1929) asszony volt. Atyja, Kobek István, a köbölkúti kerületet három cikluson át szabadelvűpárti programmal képviselte az országgyűlésen; 1895. szeptember 16-án nemességet, valamint a "bátorkeszi" nemesi előnevet szerezte meg adományként Ferenc József magyar királytól.
Kobek Kornél, a középiskoláit Budapesten a II. kerületi állami főreáliskolában végezte. Miután az érettségit letette, a magyaróvári gazdasági akadémia hallgatója lett, ahol oklevelet szerzett. A jól képzett Kobek Kornél a bátorkeszi családi birtokán gazdálkodott, amelyen nagyarányú szesz-, tej-, csemegeszöllő-, dohány és méztermelést folytatott. Elnökigazgatója a bátorkeszi takarékpénztár-részvénytársaságnak és az esztergommegyei tűzoltószövetségnek lett, valamint a Magyar Automobilklub igazgatósági tagja is volt. 36 évesen belemerült az országos politikába, és az 1910-i általános választások alkalmával a köbölkúti kerület a pártonkívüli 1867-es Szemere Miklós volt képviselővel szemben választotta meg.
Az 1917. június 15-én kezdődő Esterházy-kormány nevezte ki az Esztergom vármegye főispánná. Azonban nem sokáig ült a vármegye élén, mivel amikor hatalomba került a Harmadik Wekerle-kormány 1917. augusztus 23-án, Kobek Kornél lemondott hivataláról. Ezután egy ideig csendes visszavonultságban élt a családi birtokán és csak a Károlyi-kormány alatt vállalt ismét aktív szerepet. A kormány honvédelmi államtitkárrá nevezte ki, de amikor minisztere lemondott, ő is távozott állásából. A nehéz idők megviselték és nemcsak erejét, de vagyonát is felemésztették. Lassan elvesztette köbölkúti birtokát, és végül tönkrement.
1933. október 7-én hunyt el Budapesten. A sajtóban azt írták róla, hogy: "Kobek Kornél azok közé a vármegyei és közéleti nagyságaink emléke közé sorozzuk, akik tiszta szívvel, tiszta lelkülettel, nemes gondolkozással és jóakaratú cselekedetekkel éltek értünk és minden polgárért, ezért a történelmi múltú városért és a vármegyéért. Azok közé tartozott, akik azzal emelték méltóságukat, hogy megbecsülték az embereket."

## Házassága és gyermekei
1900. május 10-én Budapesten vette feleségül boronkai Boronkay Elvira Albertina Paulina (Esztergom, 1879. augusztus 31.–Caracas, Venezuela, 1953. augusztus) kisasszonyt, akinek a szülei boronkai Boronkay Lajos (1841–1895), köz- és váltó-ügyvéd, földbirtokos, Esztergom vármegye törvényhatósági és közigazgatási bizottsági tagja, az esztergomi takarékpénztár igazgatótanácsosa, és nemes Koller Mária Paulina (1846–1893) voltak. A házasságukból született:
- bátorkeszi Kobek Magdolna Mária Gizella (Bátorkeszi, 1901. augusztus 21.–Budapest, 1930. december 19.).[10] Férje: dr. Fábry Lajos (Pozsony, 1896. március 21.–Budapest, 1974. november 2.).[11][12]
- bátorkeszi Kobek Erzsébet Margit Mária (Bátorkeszi, 1903. március 10.–Caracas, Venezuela, 1988. augusztus 4.). Első férje: nagyjeszeni dr. Jeszenszky Zoltán Géza (Nagyszentmiklós, Temes vármegye, 1895. december 10.–Budapest, 1986. július 19.), jogász, a Magyar Általános Hitelbanknál igazgató.[13] Második férje: dr. Kristóffy László.